# West Bridgewater
West Bridgewater est une ville de l'est du Massachusetts, dans le Comté de Plymouth.

## Histoire
Bridgewater a été officiellement constituée en 1822. L'industrie de la ville était à la fois agricoles et industriels. La rivière fournissait de l'eau pour le fraisage bois et pour l'irrigation de l'agriculture. La ville est le foyer du plus ancien presbytère permanent aux États-Unis (la Chambre de Keith, 1662). La ville est le site du premier parc industriel aux États-Unis, maintenant c'est le site du Parc de Ville.
Aujourd'hui, la ville est principalement résidentielle.

## Géographie

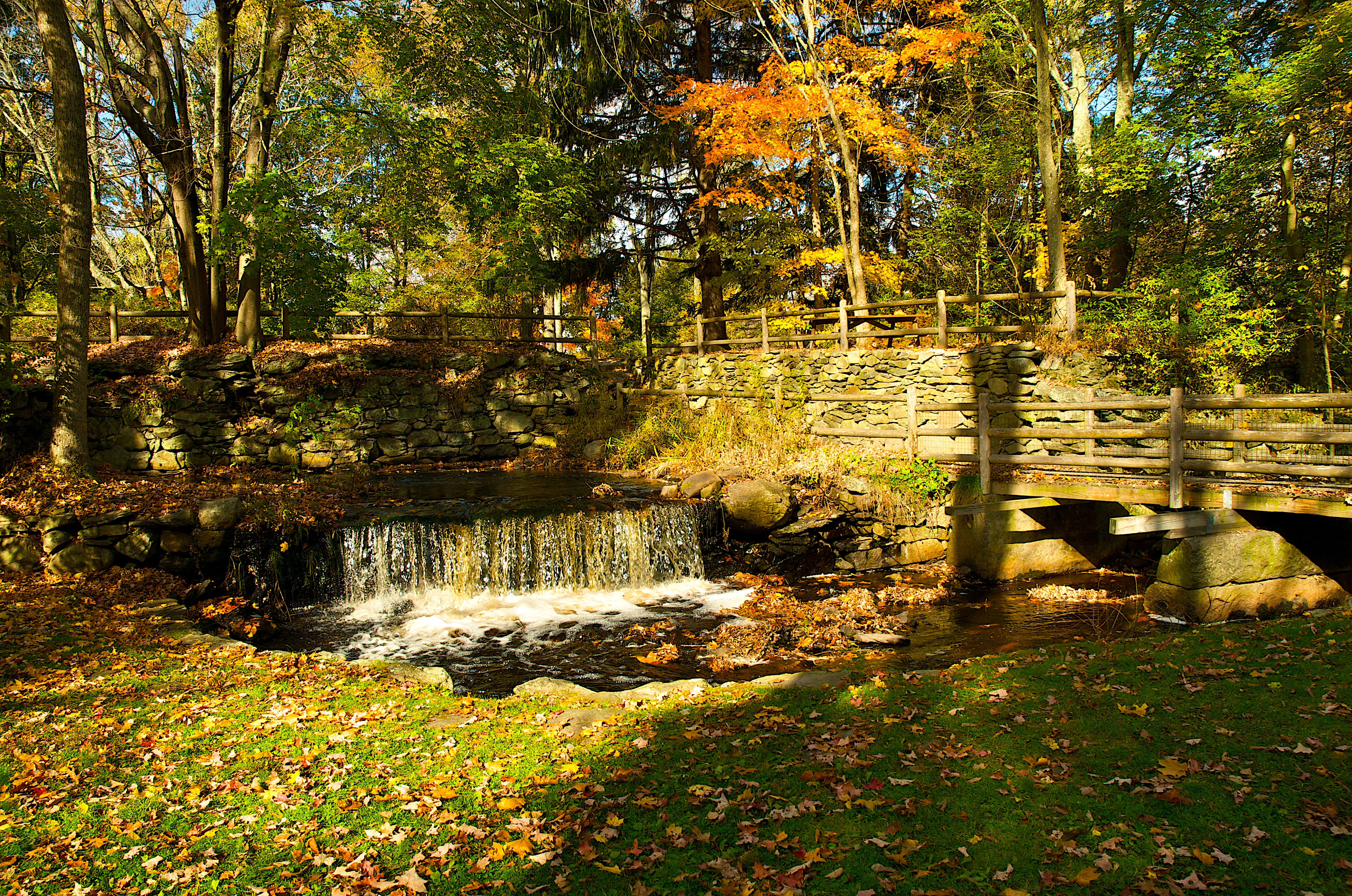
Parc dans West Bridgewater